# امیر محبی
امیر محبی دوبخشری بازیکن سابق و مربی فوتبال اهل ایران است.
امیر محبی دوبخشری در فصل ۸۷-۸۸ و در زمانی که تیم تراکتورسازی در لیگ دسته یک فوتبال کشور حضور داشت، به جمع سرخ‌پوشان تبریز ملحق شد و با گل‌های خود در صعود این تیم به لیگ برتر نقش ایفا کرد.
این بازیکن در فصل ۸۹–۸۸ در لیگ برتر فوتبال ایران نیز عضو باشگاه تراکتورسازی بود و سپس راهی پاس همدان شد.
او زمانی مربی تیم فوتبال پارس جنوبی جم بوده است. در فصل 01-1402 در کنار فراز کمالوند به عنوان کمک مربی در تیم خیبر خرم آباد فعالیت میکند .